# Stark Ridge
Stark Ridge är en bergstopp i Antarktis. Den ligger i Östantarktis. Australien gör anspråk på området. Toppen på Stark Ridge är 1 608 meter över havet, eller 225 meter över den omgivande terrängen. Bredden vid basen är 2,9 km.
Terrängen runt Stark Ridge är varierad. Trakten är obefolkad. Det finns inga samhällen i närheten.